# Thierbach (Weihenzell)
Thierbach (fränkisch: Dirba) ist ein Gemeindeteil der Gemeinde Weihenzell im Landkreis Ansbach (Mittelfranken, Bayern). Thierbach liegt in der Gemarkung Weihenzell.

## Geografie
Der Weiler liegt am Thierbach, ein rechter Zufluss des Mettlachbaches und an einem namenlosen Bach, der dort als rechter Zufluss in den Thierbach mündet. Im Nordwesten liegt das Waldgebiet Adelmannsdorfer Schlag. Eine Gemeindeverbindungsstraße führt nach Beutellohe (0,4 km südöstlich).

## Geschichte
Der Ort wurde 1255 als „Tirbah“ erstmals urkundlich erwähnt. Der Ortsname leitet sich von dem Bach ab, der wohl dem Wild als Tränke diente. Da die Bezeichnung „Thier“ für das Wild außer Gebrauch gekommen ist, wurde der Name im Volksmund als „Dürrbach“ umgedeutet (so z. B. auch in der Uraufnahme von 1826 zu lesen). Thierbach ist wohl eine Rodungssiedlung des hohen oder späten Mittelalters.
Im 16-Punkte-Bericht des Oberamtes Ansbach von 1684 wurden für Thierbach zwei Mannschaften verzeichnet: die zwei Halbhöfe hatten das Hofkastenamt Ansbach als Grundherrn. Das Hochgericht und die Dorf- und Gemeindeherrschaft übte das brandenburg-ansbachische Hofkastenamt Ansbach aus.
Gegen Ende des 18. Jahrhunderts bildete Thierbach mit Beutellohe eine Realgemeinde. In Thierbach gab es zwei Anwesen. Das Hochgericht, die Dorf- und Gemeindeherrschaft und Grundherrschaft übte weiterhin das Hofkastenamt Ansbach aus. Von 1797 bis 1808 unterstand der Ort dem Justiz- und Kammeramt Ansbach.
Im Rahmen des Gemeindeedikts wurde Thierbach dem 1808 gebildeten Steuerdistrikt Weihenzell und der 1811 gegründeten Ruralgemeinde Weihenzell zugeordnet.

## Einwohnerentwicklung
| Jahr      | 001818 | 001840 | 001861 | 001871 | 001885 | 001900 | 001925 | 001950 | 001961 | 001970 | 001987 | 001999 | 002011 | 002017 |
| Einwohner | 25     | 16     | *      | 15     | 16     | 16     | 21     | 25     | 15     | 12     | 16     | 19     | 23     | 18     |
| Häuser    | 4      | 4      |        |        | 4      | 4      | 4      | 3      | 3      |        | 4      |        |        |        |
| Quelle    | [ 14 ] | [ 15 ] | [ 16 ] | [ 17 ] | [ 18 ] | [ 19 ] | [ 20 ] | [ 21 ] | [ 22 ] | [ 23 ] | [ 24 ] | [ 25 ] |        | [ 1 ]  |

## Religion
Der Ort ist seit der Reformation evangelisch-lutherisch geprägt und bis heute nach St. Jakob (Weihenzell) gepfarrt. Die Einwohner römisch-katholischer Konfession waren zunächst nach St. Ludwig (Ansbach) gepfarrt, seit 1970 ist die Pfarrei Christ König (Ansbach) zuständig.